# Laurie Brown (Physiker)
Laurie Mark Brown (* 10. April 1923 in New York;; gestorben am 25. Oktober 2019) war ein US-amerikanischer Wissenschaftshistoriker und Physiker (Elementarteilchenphysik).

## Leben
Brown studierte an der Cornell University, wo er 1951 bei Richard Feynman promovierte. Ab 1950 war er an der Northwestern University. Hier wurde er Professor für Physik. 1952/53 war er am Institute for Advanced Study. Von 1958 bis 1960 war er als Fulbright Scholar in Italien und 1966 Professor in Wien bei der Internationalen Atomenergie-Organisation. Von 1960 bis 1970 war er Berater am Argonne National Laboratory und in deren Beschleuniger-Komitee.
Brown war einer der führenden Wissenschaftshistoriker für die Entwicklung der Quantenfeldtheorie und Elementarteilchenphysik insbesondere nach 1945. Ein Schwerpunkt seiner Arbeit in den 1990er Jahren war die Geschichte der modernen Physik in Japan.
Er gab Feynmans Doktorarbeit von 1942 über Pfadintegrale, Erinnerungen an Feynman („Most of the good stuff“) und ausgewählte Aufsätze von Feynman bei World Scientific neu heraus.
Brown war Mitgründer des Forum on History of Physics der American Physical Society, Mitglied der American Association for the Advancement of Science und der History of Science Society. 1960 wurde er Fellow der American Physical Society.

## Schriften
- mit Abraham Pais, Brian Pippard (Herausgeber): Twentieth Century Physics. IOP, 2. Auflage, 3 Bände 1995.
- mit Max Dresden, Lillian Hoddeson: From Pions to Quarks - Particle physics in the 1950s. Cambridge University Press, 1989.
- mit Helmut Rechenberg: Origin of the concept of nuclear forces. Taylor and Francis, 1996.
- Herausgeber: Renormalization – from Lorentz to Landau and beyond. Springer, 1993.
- Herausgeber mit Lillian Hoddeson: The birth of particle physics. Cambridge University Press 1983 (International Symposium on the history of particle physics, Fermilab 1980), 1997.
- Herausgeber mit Lillian Hoddeson, Michael Riordan, Max Dresden: The rise of the standard model. A history of  particle physics from 1964 to 1979. Cambridge University Press, 1997.
- Herausgeber: Feynman's Thesis — A New Approach to Quantum Theory. World Scientific, 2005 doi:10.1142/5852